# Jake Burton Carpenter
Jake Burton Carpenter známý jako Jake Burton (29. dubna 1954 New York – 20. listopadu 2019) byl americký snowboardista; zakladatel firmy Burton Snowboards. Je považován za spoluvynálezce snowboardu.

## Biografie
Jake Burton Carpenter se narodil v New Yorku, ale vyrůstal v Cedarhurstu v okrese Nassau County . Po absolvování Marvelwoodovy školy v Connecticutu se zapsal na University of Colorado at Boulder. Doufal, že jako lyžař bude úspěšný v univerzitním lyžařském týmu, ale jeho lyžařská kariéra skončila, když si zlomil při autonehodě klíční kost a následně ve stejném týdnu si ji zlomil ještě dvakrát, přičemž jednou na skateboardu. Po několika letech mimo univerzitu (včetně pracovního pobytu na koňské farmě) pokračoval ve studiích na Newyorské univerzitě, kterou absolvoval v oboru ekonomie. Po absolvování této univerzity se vrátil ke sportu. V Londonderry ve Vermontu si upravil Snurfer na základní model snowboardu, který měl navíc provaz, který jezdci umožňoval základní kontrolu nad snowboardem. V roce 1979 začal lepší snowboardy  prodávat, byly vyrobené z ohebného dřeva a laminátu, k tomu měly pevné vázání, které drželo prkno na jezdcově botě. Ze společnosti Burton se postupem času stala jedna z největších světových snowboardových továren.
Každý podzim pořádal Jake „Fall Bash“, což je párty pro všechny zaměstnance a pro jeho přátele.
Zemřel 20. listopadu 2019 v Burlingtonu ve Vermontu.